# Асклепиодор (художник)
Асклепиодор (др.-греч. Ἀσκληπιόδωρος , IV в. до н. э.) — древнегреческий живописец, живший в Афинах, которого Плиний Старший (кн. XXXV. Hist. Natur., гл. X, 36) считал искусным не менее Апеллеса, хотя он уступал последнему в пропорциональности частей фигуры. Так, например, у Асклепиодора головы более значительного размера, чем требовал канон древнегреческой красоты форм. Плутарх приравнивает его к Евфранору и Никию.
Самым известным произведением Асклепиодора считали двенадцать божеств Олимпа, написанных на одной картине для тирана Элатеи Мнасона, который заплатил ему тридцать мин за каждую фигуру.
Мейер в «Истории искусства у древних» (т. II, стр. 172) приписывает ему сочинение трактата о живописи.